# 许英魁
许英魁（1905年—1966年），男，直隶（今河北）饶阳人，中国临床神经病学家、神经病理学家，曾任中华医学会常务理事。